# Клиноиглистен игловръх
Клиноиглистният игловръх (Alyssum cuneifolium) е вид растения от семейство Кръстоцветни (Brassicaceae).
Таксонът е описан за пръв път от Микеле Теноре през 1811 година.

## Подвидове
- Alyssum cuneifolium subsp. corymbosum
- Alyssum cuneifolium subsp. pirinicum – Пирински клинолистен игловръх